# Brigueuil
Brigueuil é uma comuna francesa na região administrativa da Nova Aquitânia, no departamento de Charente. Estende-se por uma área de 47,07 km². Em 2010 a comuna tinha 1 120 habitantes (densidade: 23,8 hab./km²).